# Bloom (álbum de Troye Sivan)
Bloom é o segundo álbum de estúdio do cantor australiano Troye Sivan, lançado em 31 de agosto de 2018 através da EMI Music Australia e Capitol Records. O álbum segue seu álbum de estreia de 2015, Blue Neighbourhood, e conta com participações de Gordi e Ariana Grande. Foi procedido pelos singles "My My My!", "The Good Side", "Bloom", "Dance to This" e "Animal".

## Antecedentes e lançamento
Em 19 de maio de 2018, durante a Reputation Stadium Tour, Taylor Swift convidou Sivan para cantar "My My My!" no Rose Bowl em Pasadena, Califórnia, e anunciou que o álbum de Sivan seria lançado em agosto de 2018. No dia seguinte Sivan divulgou a capa do álbum. Em 14 de junho, Sivan anunciou que uma edição especial da Target seria lançada com duas novas músicas, "This This" e "Running Shoes". Bloom foi lançado em 31 de agosto de 2018 através da EMI Music Australia e Capitol Records.

## Singles
"My My My!" foi lançado como primeiro single do álbum em 10 de janeiro de 2018 e foi acompanhado por um videoclipe dirigido por Grant Singer. O segundo single "The Good Side", foi lançado em 19 de janeiro. É uma faixa acústica sobre um rompimento, com Sivan explicando que a música é uma carta aberta a um ex-namorado. A faixa-título "Bloom", foi lançada em 2 de maio como o terceiro single. "Dance to This", com a cantora americana Ariana Grande, foi lançado em 13 de junho como o quarto single do álbum. O quinto single, "Animal", foi lançado em 9 de agosto.

## Composição
Bloom foi chamado de "álbum de sexo" de Sivan, além de "mais sombrio", "mais tocado por guitarra" e "mais dançante" do que seu álbum anterior. Também foi descrito como contendo material sobre expressão gay desafiadora; a primeira música, "Seventeen", é sobre uma experiência sexual que Sivan teve com um homem que conheceu no Grindr. Sivan escreveu a maior parte do álbum com o músico americano Leland e a cantora canadense Allie X. A produção do álbum foi realizada principalmente por Bram Inscore, Oscar Görres, Oscar Holter e Ariel Rechtshaid.

## Recepção da crítica
| Críticas profissionais | Críticas profissionais |
| Pontuações agregadas   | Pontuações agregadas   |
| Fonte                  | Avaliação              |
| ---------------------- | ---------------------- |
| Metacritic             | 85/100                 |
| Avaliações da crítica  |                        |
| Fonte                  | Avaliação              |
| AllMusic               | [ 19 ]                 |
| The A.V. Club          | B                      |
| The Guardian           | [ 21 ]                 |
| The Independent        | [ 22 ]                 |
| The Irish Times        | [ 23 ]                 |
| NME                    | [ 24 ]                 |
| The Observer           | [ 25 ]                 |
| Pitchfork              | 7.5/10                 |
| Q                      | [ 27 ]                 |
| Rolling Stone          | [ 28 ]                 |

Bloom recebeu críticas positivas dos críticos de música. No Metacritic, que atribui uma classificação normalizada de 100 a críticas de publicações populares, o álbum recebeu uma pontuação média ponderada de 85, com base em 15 críticas, o que indica "aclamação universal".

## Lista de faixas
Lista de faixas adaptadas do Apple Music.
| N.º            | Título                                       | Compositor(es)                                                   | Produtor(es)                                                                      | Duração |  |
| 1.             | "Seventeen"                                  | Troye Sivan Brett McLaughlin Alexandra Hughes Bram Inscore       | Inscore McLaughlin [c]                                                            | 3:38    |  |
| 2.             | "My My My!"                                  | Sivan McLaughlin Oscar Görres James Alan Ghaleb                  | Görres                                                                            | 3:25    |  |
| 3.             | "The Good Side"                              | Sivan McLaughlin Inscore Hughes Jack Latham Ariel Rechtshaid     | Rechtshaid Inscore Jam City [b] McLaughlin [c]                                    | 4:29    |  |
| 4.             | "Bloom"                                      | Sivan McLaughlin Oscar Holter Peter Svensson                     | Holter                                                                            | 3:42    |  |
| 5.             | "Postcard" (com part. de Gordi)              | Sivan McLaughlin Sophie Payten                                   | Inscore McLaughlin [c]                                                            | 3:36    |  |
| 6.             | "Dance to This" (com part. de Ariana Grande) | Sivan McLaughlin Holter Noonie Bao                               | Holter                                                                            | 3:51    |  |
| 7.             | "Plum"                                       | Sivan McLaughlin Görres Ghaleb Hughes                            | Görres                                                                            | 3:06    |  |
| 8.             | "What a Heavenly Way to Die"                 | Sivan McLaughlin Inscore Hughes                                  | Inscore McLaughlin [c]                                                            | 3:07    |  |
| 9.             | "Lucky Strike"                               | Sivan Alex Hope                                                  | Hope                                                                              | 3:28    |  |
| 10.            | "Animal"                                     | Sivan McLaughlin Inscore Hughes Rechtshaid Latham Josiah Sherman | Rechtshaid Inscore [a] Buddy Ross [a] Jam City [a] Leland [b] [c] Bobby Krlic [b] | 4:25    |  |
| Duração total: | Duração total:                               | Duração total:                                                   | Duração total:                                                                    | 36:47   |  |

| Faixas bônus da Target, HMV e da edição deluxe do Japão. |                 |                                                |                  |         |  |
| N.º                                                      | Título          | Compositor(es)                                 | Produtor(es)     | Duração |  |
| 11.                                                      | "This This"     | Sivan McLaughlin Inscore Hughes                | Inscore          | 3:33    |  |
| 12.                                                      | "Running Shoes" | Sivan McLaughlin Michael Uzowuru Jeff Kleinman | Uzowuru Kleinman | 3:46    |  |
| Duração total:                                           | Duração total:  | Duração total:                                 | Duração total:   | 44:07   |  |

| Versão do vinil - Lado A |                       |         |  |
| N.º                      | Título                | Duração |  |
| 6.                       | "Seventeen (Reprise)" | 1:11    |  |
| Duração total:           | Duração total:        | 37:58   |  |

Notas
- ↑[a]  significa um co-produtor
- ↑[b]  significa um produtor adicional
- ↑[c]  significa um produtor vocal

## Desempenho comercial
Bloom estreou no número três na Austrália, tornando-se o álbum de estúdio de maior sucesso de Sivan em seu país. Ele estreou no número quatro na Billboard 200 dos EUA com 72.000 unidades equivalentes a álbuns, incluindo 59.000 de vendas puras.

### Tabelas semanais
| Tabela musical (2018)               | Melhor posição |
| ----------------------------------- | -------------- |
| Alemanha (GfK Entertainment Charts) | 35             |
| Austrália (ARIA Charts)             | 3              |
| Áustria (Ö3 Austria)                | 25             |
| Bélgica (Ultratop de Valônia)       | 34             |
| Bélgica (Ultratop de Flandres)      | 10             |
| Canadá (Canadian Albums Chart)      | 13             |
| Chéquia (ČNS IFPI)                  | 6              |
| Coreia do Sul (Gaon)                | 21             |
| Dinamarca (Hitlisten)               | 21             |
| Escócia (Scottish Albums Chart)     | 12             |
| Eslováquia (IFPI)                   | 11             |
| Espanha (PROMUSICAE)                | 13             |
| Estados Unidos (Billboard 200)      | 4              |
| Finlândia (IFPI)                    | 14             |
| Hungria (MAHASZ)                    | 37             |
| Irlanda (IRMA)                      | 7              |
| Itália (FIMI)                       | 31             |
| Japão (Billboard Japan)             | 93             |
| Japão (Oricon)                      | 118            |
| Noruega (VG-lista)                  | 11             |
| Nova Zelândia (Recorded Music NZ)   | 3              |
| Países Baixos (MegaCharts)          | 16             |
| Polónia (ZPAV)                      | 15             |
| Portugal (AFP)                      | 20             |
| Reino Unido (UK Albums Chart)       | 10             |
| Suécia (Sverigetopplistan)          | 15             |
| Suíça (Schweizer Hitparade)         | 19             |

### Tabelas de fim-de-ano
| Tabela musical (2018)     | Posição |
| ------------------------- | ------- |
| Austrália (ARIA)          | 97      |
| Austrália (Artist Albums) | 18      |
| Tabela musical (2019)     | Posição |
| Austrália (Artist Albums) | 44      |

## Certificações e vendas
| Região | Certificação | Vendas  |
| --- | ------------ | ------- |
| Austrália (ARIA) | Ouro         | 35,000‡ |
| *vendas baseadas apenas na certificação ^distribuições baseadas apenas na certificação ‡vendas+valores de streaming baseados apenas na certificação |              |         |

## Históricos de lançamentos
| País           | Data                 | Formato(s)                          | Edição                   | Gravadora             | Ref.         |
| -------------- | -------------------- | ----------------------------------- | ------------------------ | --------------------- | ------------ |
| Vários         | 31 de agosto de 2018 | CD streaming download digital vinil | Original                 | EMI Music Australia   | [ 64 ] [ 3 ] |
| Estados Unidos | 31 de agosto de 2018 | Vinil                               | Urban Outfitters limited | Capitol Records       | [ 31 ]       |
| Estados Unidos | 31 de agosto de 2018 | CD                                  | Exclusiva da Target      | Capitol Records       | [ 7 ]        |
| Japão          | 31 de agosto de 2018 | CD                                  | Deluxe do Japão          | Universal Music Japan | [ 30 ]       |